# Historia kultury hip-hop w Polsce (książka)
Historia kultury hip-hop w Polsce  – pierwsza książka o hip-hopie w Polsce, która stała się źródłem dla prac naukowych i kolejnych publikacji książkowych. Przedstawia kulturę hip-hop jako 4 elementy: rap, graffiti, b-boying i DJing na przestrzeni trzydziestu kilku lat. Zawiera kilka tysięcy faktów – od wspomnień Druha Slawka, który pod koniec lat 70. usłyszał Rapper’s Delight, poprzez początki polskiego breakdance'a i pierwsze rapowe płyty Kazika aż po konflikty między Mezem i Mesem i powstanie Hemp Gru. Doczekała się trzech wydań w latach 2001, 2002 i 2012 i znalazła ponad 10 tysięcy nabywców. W grudniu 2012 ukazała się w wersji Deluxe w 80% napisana na nowo i uaktualniona.

## Literatura
- Andrzej Buda, Historia kultury hip-hop w Polsce 1977-2002, wyd. Niezależne, listopad 2001, ISBN 83-915272-7-1
- Andrzej Buda, Historia kultury hip-hop w Polsce 1977-2013, wyd. Niezależne, grudzień 2012, ISBN 978-83-63089-07-8
- Renata Pawlak, Polska kultura hiphopowa, wyd. Kagra, 2004, ISBN 83-87598-64-X